# Burneyville
Burneyville es un lugar designado por el censo ubicado en el condado de Love en el estado estadounidense de Oklahoma. En el Censo de 2020 tenía una población de 815 habitantes y una densidad poblacional de 17,44 habitantes por km². Fue incluido como CDP en el censo de 2020.

## Geografía
Burneyville se encuentra ubicado en las coordenadas 33°54′16″N 97°17′25″O / 33.90444, -97.29028. Según la Oficina del Censo de los Estados Unidos,  tiene una superficie total de 46,73 km², de la cual 44,75 km² corresponden a tierra firme y 1,98 km² a agua.